# United States Marshals Service
La United States Marshals Service è una agenzia del governo federale degli Stati Uniti d'America. Posta alle dipendenze del Dipartimento della giustizia, opera sotto la direzione del Procuratore generale degli Stati Uniti d'America ed ha la funzione di assicurare l'esecuzione delle sentenze delle corti federali.  
Gli appartenenti vengono chiamati U.S. Marshals.

## Storia
L'agenzia venne costituita con il Judiciary Act del 1789 durante la presidenza di George Washington. L'atto in particolare ha stabilito che l'applicazione della legge doveva essere la funzione primaria dei Marshals degli Stati Uniti, definendoli come agenti di polizia giudiziaria.
Dal 1853 il Dipartimento dell'Immigrazione, che non possedeva personale incaricato dell'applicazione delle norme, li utilizzò come ispettori doganali e per il pattugliamento dei confini a nord e a sud del Paese. La necessità di far rispettare la legge di esclusione cinese ha portato il Congresso a consentire nel 1915 all'Ufficio di Immigrazione di utilizzare le guardie a cavallo per il controllo dell'immigrazione alle frontiere.
L'Ufficio esecutivo per United States Marshals è stato creato nel 1965 come "la prima organizzazione per la supervisione a livello nazionale degli US Marshals". Il Marshals Service stesso, come agenzia federale, è stato creato nel 1969. Fino al 2007 gli US Marshals hanno catturato oltre 36 000 latitanti federali.

## Funzioni
Provvedono al trasferimento dei detenuti nei penitenziari federali e ricercano i fuggitivi in caso di evasione. Hanno anche il compito di presidiare tribunali e proteggere i componenti di una corte, oltre a quello di assicurarsi che le operazioni giudiziarie siano svolte regolarmente e si occupano, congiuntamente con l'FBI, del programma protezione testimoni federale. Per il trasporto di detenuti e di individui da attenzionare si avvale dello Justice Prisoner and Alien Transportation System.
Secondo l'art. 28 dello US code, se nominati dal Direttore dell'agenzia, possono inoltre esercitare poteri analoghi a quelli degli sceriffi statali al fine di garantire il rispetto delle leggi e l'assolvimento dei compiti loro assegnati.

## Organizzazione

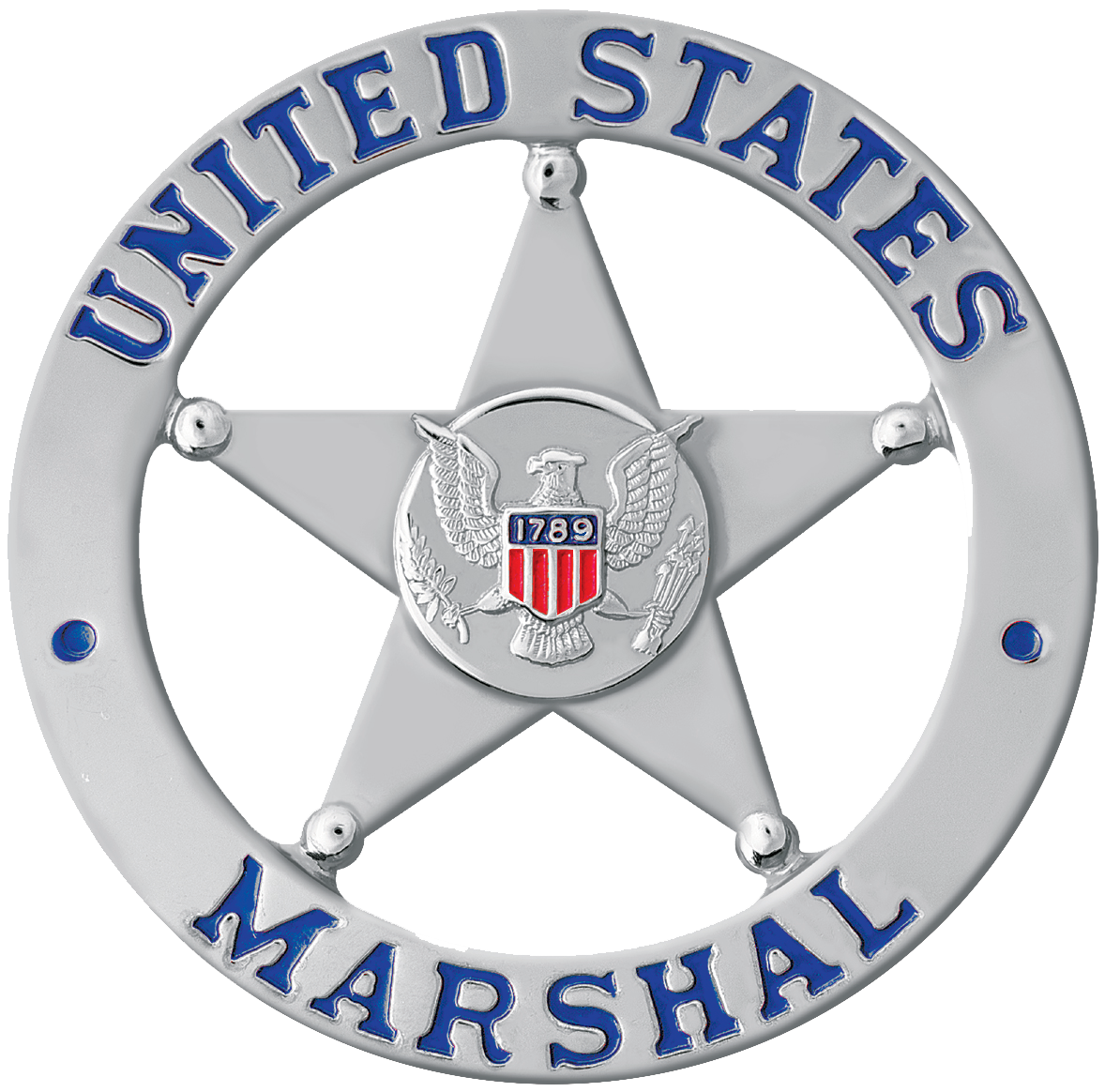
Distintivo dei Marshals

Il Servizio del "United States Marshals" ha la sua Direzione Generale ad Arlington, Virginia, all'interno della città metropolitana della capitale Washington, sotto l'autorità e la direzione di un Procuratore Generale o Attorney General. È diretto da un Direttore, assistito da un Vice Direttore (Deputy Director).
Director of the U.S. Marshals Service
- Deputy Director of the U.S. Marshals Service
- Chief of Staff
  - Equal Employment Opportunity (EEO)
  - Office of Public Affairs (OPA)
  - Office of Congressional Affairs (OCA)
  - Office of Internal Communications (OIC)
  - Office of General Counsel (OGC)
  - Office of Inspection (OI)
  - Administration Directorate (ADA)
    - Training Division (TD)
    - Human Resources Division (HRD)
    - Information Technology Division (ITD)
    - Management Support Division (MSD)
    - Financial Services Division (FSD)
    - Asset Forfeiture Division (AFD)

  - Operations Directorate (ADO)
    - Judicial Security Division (JSD)
    - Investigative Operations Division (IOD)
    - Witness Security Division (WSD)
    - Justice Prisoner and Alien Transportation System (JPATS)
    - Tactical Operations Division (TOD)
      - Special Operations Group (SOG)

    - Prisoner Operations Division (POD)

## Titoli e gradi
- "Director of the United States Marshals Service": in origine "Chief United States Marshal". È il direttore generale del servizio US Marshals.
- "United States Marshal": è il più alto grado di dirigente del corpo in un "federal judicial district" (distretto di giustizia federale).
- "Chief Deputy United States Marshal": capo responsabile di un singolo distretto.
- "Supervisory Deputy United States Marshal": ufficiale responsabile per la supervisione di tre o più agenti US Marshals.
- "Deputy United States Marshal": agente operativo degli US Marshals.

I titoli di Vice-Ispettore, Ispettore e Ispettore Capo sono stati creati per il personale anziano non supervisore.
Un "Senior Deputy U.S. Marshals (DUSM)" assegnato al programma protezione testimoni o "Witness Protection Program" riceve il titolo di Ispettore.

## Marshals storici più celebri

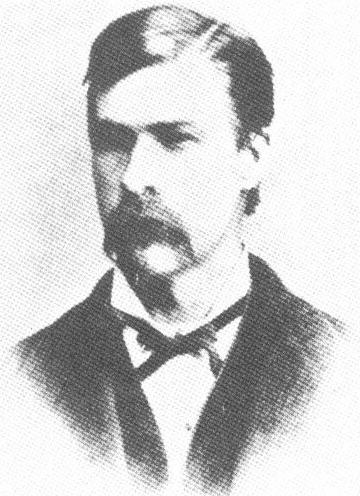
Morgan Earp

Tra i più famosi "U.S. Marshals" possiamo includere:
- Frank J. Anderson (1938?–), "U.S. Marshal" per il Distretto meridionale dell'Indiana (1977–1981, 1994–2001), sceriffo di Marion County, Indiana (2003–2011);
- Craig Babcock, "Chief Inspector US Marshal" e maggiore;
- Jesse D. Bright (1812–1875), "U.S. Marshal" per l'Indiana; in seguito prestò servizio come senatore degli Stati Uniti, proprio in rappresentanza dello stato dell'Indiana;
- Seth Bullock (1849–1919), uomo d'affari o businessman, ranchero, sceriffo per il Montana, sceriffo di Deadwood, Dakota del Sud e "U.S. Marshal" del Dakota del Sud;
- John F. Clark, Direttore "U.S. Marshal" e "U.S. Marshal" per il Distretto orientale della Virginia;
- Charles Francis Colcord (1859–1934), ranchero, uomo d'affari o businessman e "US Marshal" per l'Oklahoma;
- Phoebe Couzins (1839–1913), avvocato, prima donna ad essere nominata "US Marshal";
- Henry Dearborn (1751–1829), "US Marshal" per il Distretto del Maine;
- Frederick Douglass (1818–1895), antico schiavo e noto leader abolizionista, nominato " U.S. Marshal " per il Distretto di Columbia nel 1877;
- Morgan Earp (1851–1882), "Deputy U.S. Marshal", Tombstone, Arizona, nominato da suo fratello Wyatt;
- Virgil Earp (1843–1905), "Deputy U.S. Marshal", Tombstone, Arizona;
- Wyatt Earp (1848–1929), "Deputy U.S. Marshal" (il primo dei tre fratelli ad essere nominato dal Governatore dell'Arizona);
- Richard Griffith (1814–1862), Brigadiere generale nella Confederazione nel corso della Guerra Civile.
- Wild Bill Hickok (1837–1876), noto uomo di legge dell'Ovest, che servì come "Vice U.S. Marshal" a Fort Riley, Kansas tra il 1867 ed il 1869;
- Bass Reeves (luglio 1838 – gennaio 1910) fu uno dei primi uomini di colore a ricevere la nomina come "Vice US Marshal" ad ovest del fiume Mississippi. Prima di ritirarsi dal servizio federale nel 1907, Reeves aveva arrestato oltre 3 000 delinquenti;
- Ward Hill Lamon (1826–1893), amico, e guardia del corpo del presidente Abraham Lincoln, che lo ha nominato "U.S. Marshal" del Distretto della Columbia;
- J. J. McAlester (1842–1920), U.S. Marshal per il Territorio Indiano (1893–1897), capitano dell'Esercito Confederato, mercante e fondatore della McAlester, Oklahoma nonché, colui che sviluppò l'industria estrattiva del carbone nell'Oklahoma orientale, uno dei tre membri della prima Commissione della Oklahoma Corporation (1907-1911) e secondo tenente governatore dell'Oklahoma (1911-1915);
- Benjamin McCulloch (1811–1862), "U.S. Marshal" per il distretto orientale del Texas; diventò un brigadiere generale dell'esercito confederato durante la Guerra Civile Americana;
- Henry Eustace McCulloch (1816–1895), "U.S. Marshal" per il distretto orientale del Texas. Fratello di Benjamin McCulloch; fu anche un generale dell'esercito confederato;
- James J. P. McShane (1909–1968), nominato "U.S. Marshal" per il Distretto della Columbia, dal Presidente John F. Kennedy, fu nominato "Chief US Marshal" nel 1962;
- John W. Marshall, U.S. Marshal per il distretto orientale della Virginia (1994–1999), primo afro-americano a rivestire il titolo di Direttore del "U.S. Marshals Service" (1999–2001);
- Bat Masterson (1853–1921), noto "Western lawman" "Deputy US Marshal" per il distretto meridionale di New York, nominato da Theodore Roosevelt;
- Joseph Meek (1810–1875), "Territorial US Marshal" per l'Oregon;
- Thomas Morris (1771–1849), "US Marshal" per il distretto di New York;
- Henry Massey Rector (1816–1899), "US Marshal" per l'Arkansas;
- Porter Rockwell (c.1813–1878), "Deputy US Marshal" per lo Utah;
- William Stephens Smith (1755–1816), nel 1789 "U.S. Marshal" per il distretto di New York e genero del Presidente John Adams;
- Dallas Stoudenmire (1845–1882), il Marshal che con successo addomesticò e mise sotto controllo la remota, selvaggia e violenta città di El Paso, Texas; diventò "U.S. Marshal" nel Texas occidentale e nel Territorio del Nuovo Messico prima della morte;
- Heck Thomas (1850–1912), Bill Tilghman (1854–1924), e Chris Madsen (1851–1944), i leggendari senza paura "Three Guardsmen" del Territorio dell'Oklahoma;
- William F. Wheeler (1824–1894), "US Marshal" per il Territorio del Montana;
- James E. Williams (1930–1999), "US Marshal" per la Carolina del Sud, ricevette la Medal of Honor.
- Jack Abernathy (1876-1941), "US Marshal" per l'Oklahoma, il più giovane membro del corpo.